# گوهرمرغ سفید
گوهرمرغ سفید یا گوهرمرغ توک‌سیاه (نام علمی: Carpodectes hopkei) یک گونه از پرندگان خانواده گوهرمرغان است که در منطقه Chocó، از جنوب شرق پاناما تا شمال غرب اکوادور یافت می‌شود. زیستگاه طبیعی آن جنگل‌های دشت نمناک نیمه‌گرمسیری یا گرمسیری است. نر، به دلیل سفید بودن، مشخص است، اما به‌طور کلی یک گونه نامعمول است.